# Associazione Calcio Bellinzona
El AC Bellinzona es un club de fútbol suizo, de la ciudad de Bellinzona en cantón del Tesino. Fue fundado en 1904 y jugó en la Liga Suiza, en donde jugaron en 31 temporadas e incluso fueron campeones en 1948. En el año 2013, antes de iniciar la temporada 2013/14 en la 1. Liga Promotion (tercera división) el club se declaró en bancarrota y por consiguiente su equipo profesional dejó de existir, aunque sus divisiones menores continuaron participando en los torneos nacionales. En 2014 el club vuelve al fútbol profesional para jugar en la 2. Liga, sexta división del fútbol suizo, y en el 2018 volvió a jugar en la Promotion League.

## Palmarés

### Torneos nacionales
- Superliga Suiza (1): 1947/1948
- Finalista in Copa Suiza (3): 1961/62, 1968/69, 2007/08
- Challenge League (3): 1975/76, 1979/80, 1999/00
- Ascenso in Superliga Suiza (7): 1943/44, 1963/64, 1966/67, 1975/76, 1979/80, 1985/86, 2007/08
- Promotion League (1): 2021/22
- 1. Liga Classic (3): 1943/44, 1998/99, 2017/18.
- 2. Liga Interregional (1): 2015/2016.
- 2. Liga (1): 2014/2015.

## Entrenadores
- 1931-1933: Agostino Garbarino
- 1933-1938: E. Takács
- 1938-1940: János Köves
- 1940-1942: Tullio Grassi
- 1942-1947: Carlo Pinter
- 1947-1948: Eugen Payer
- 1948-1951: Gerhard Lusenti
- 1951-1952: Carlo Pinter
- 1952-1956: Attilio Torresani
- 1956-1958: Rudolf Soutschek
- 1958-1960: Ozren Nedoklan
- 1960-1961: Horst Buhtz
- 1961-1962: Alfonso Weber
- 1962-1962: Frank Pedersen
- 1962-1963: Oscar Pelli
- 1963-1964: Gianmarco Mezzadri
- 1964-1964: Augusto Sartori y Oscar Pelli
- 1964-1965: Luigi (Cina) Bonizzoni
- 1965-1970: Carlo Pinter
- 1970-1971: Louis Maurer
- 1971-1972: Alfredo Foni
- 1972-1975: Jørn Sørensen
- 1975-1975: Oscar Pelli
- 1975-1977: Jiří Sobotka
- 1977-1977: Louis Maurer
- 1977-1979: Jørn Sørensen
- 1979-1983: Milovan Beljin
- 1983-1984: Roberto Morinini
- 1984-1984: Josip Mohorović
- 1984-1987: Péter Pázmándy
- 1987-1987: Miro Rogić
- 1987-1988: Henry Depireux
- 1989-1990: Velibor Vasović
- 1990-1990: Antonio Pasinato
- 1990-1992: Enrico Morinini
- 1992-1994: Henri Depireux
- 1994-1996: Arno Rossini
- 1996-1997: Mirko Bertoli
- 1997-1998: Miro Rogić
- 1998-2001: Giovanni Dellacasa
- 2001: Massimo Morales
- 2001: Paul Schönwetter
- 2001-2003: Giovanni Dellacasa
- 2003-2004: Baldassare Raineri
- 2004-2005: Maurizio Battistini
- 2005-2008: Vladimir Petković
- 2008-2010: Marco Schällibaum
- 2010: Alberto Cavasin
- 2010-2011: Roberto Morinini
- 2011: Carlo Tebi
- 2011-2012: Martin Andermatt
- 2012: Raimondo Ponte
- 2012-2013: Gabriele Francesco
- 2013: Martin Andermatt
- 2013-2014: Livio Bordoli
- 2014-2015: Arno Rossini
- 2015-2017: Simone Patelli
- 2017-2019: Luigi Tirapelle
- 2019: Maurizio Jacobacci
- 2019-2020: Valerio Jemmi
- 2020-2021: Davide Morandi
- 2021: João Paiva
- 2021-2022: Jean-Michel Aeby
- 2022: Marco Schällibaum
- 2022: David Sesa
- 2022-: Baldassare Raineri